# Понинский, Каликст
Князь Каликст Понинский (1753, село Озера, около Серадзя — 13 июня 1817, село Понинка) — польский государственный и военный деятель, магнат, генерал-майор коронных войск (1775), член Тарговицкой конфедерации (1792), староста брацлавский.

## Биография
Представитель польского магнатского рода Понинских герба «Лодзя». Младший (четвертый) сын старосты бабимостского Мацея Понинского (ок. 1700—1758) и Аполлонии Ярачевской, дочери каштеляна лендзьского Иеронима Ярачевского. Сводный брат подскарбия великого коронного Адама Понинского и дядя генерал-майора Адама Понинского.
В 1766—1770 годах Каликст Понинский был кадетом в Варшавской рыцарской школе. Учредил 12-й пехотный коронный полк имени Понинских и в 1775-1785 годах командовал им в чине генерал-майора. Шефство над полком и генеральский чин продал Петру Ожаровскому.
В 1778 году Каликст Понинский был избран депутатом на сейм от Познанского воеводства, а в 1780 году — от Брацлавского воеводства.
В 1773 году получил от Сейма Речи Посполитой княжеский титул. С 1775 года — член львовской масонской ложи «Трёх белых орлов».
В 1783 году Каликст Понинский продал должность старосты брацлавского генерал-майору Тадеушу Козловскому. После чего проживал в Звягеле и Полонном.
На Четырехлетнем сейме (1788—1792) Каликст Понинский выступал за смягчение приговора для старшего брата Адама Понинского.
В конце сентября 1792 года он вызвал на дуэль воеводу киевского Протасия Потоцкого, который доложил об этом представителям Тарговицкой конфедерации. По распоряжению конфедерации Каликст Понинский вынужден был просить прощения у Протасия Потоцкого.
В 1794 году собрал в помощь польским повстанцам под руководством Тадеуша Костюшки драгоценности на сумму 1100 польских злотых.
Скончался в своих владениях в селе Понинка, в окрестностях Полонного на Волыни. Был похоронен в Полонном.

## Ордена и Награды
- Рыцарь Мальтийского ордена (1774)
- Кавалер Ордена Святого Станислава (1780)
- Кавалер Ордена Белого орла (1791)

## Семья
Был женат дважды. Его первой женой стала Барбара Любомирская, дочь князя Ежи Игнацы Любомирского (1687—1753) от второго брака с баронессой Иоганной фон Штейн (1723—1783), вдова старосты хмельницкого и генерал-лейтенанта российской армии Каспера Любомирского (1724—1780). Брак был заключен в июле 1780 года, но затем распался. С 1791 года она имела «громкий» роман с его племянником Адамом, который в январе 1792 года публично извинился перед Каликстом Понинским, сославшись на интриги Протасия Потоцкого. В апреле 1793 года она вышла замуж за Александра Винницкого.
Вторично женился на Людвике Хржчоновской. От двух браков детей не имел.